# Liga Młodzieżowa UEFA
Liga Młodzieżowa UEFA (ang. UEFA Youth League, początkowo znana jako UEFA U-19 Champions League) – międzynarodowe, europejskie, klubowe rozgrywki piłkarskie, utworzone z inicjatywy UEFA w 2012 dla wszystkich drużyn młodzieżowych klubów, które zakwalifikowały się do fazy grupowej Ligi Mistrzów. Formuła turnieju zbliżona jest do rozgrywek Copa Libertadores U-20.

## System rozgrywek
Zespoły w pierwszej edycji turnieju rozgrywały swoje spotkania w takim samym składzie grup, jak w Lidze Mistrzów 2013/2014. Rozwiązanie to zostało przyjęte na tzw. ‘okres próbny’.
Ośmiu zwycięzców grup oraz ośmiu wiceliderów awansuje do fazy pucharowej. Odmiennie niż w Lidze Mistrzów, w tej rundzie rozgrywane będzie tylko jedno spotkanie, zaś mecze półfinałowe oraz finał odbędą się na terenach neutralnych.
Od sezonu 2024/2025 podobnie jak w Lidze Mistrzów, w fazie głównej powiększono liczbę drużyn do 36. Drużyny z miejsc 1-22 kwalifikują się do 1/16 fazy pucharowej, a drużyny 23-36 odpadają z turnieju.
Zdaniem brytyjskich mediów, rozgrywki zostały utworzone, by „ograniczyć rosnące wpływy NextGen Series”.

## Finały Ligi Młodzieżowej
| Sezon     | Zwycięzca                            | Wynik                                | Finalista                            | Stadion                              |
| --------- | ------------------------------------ | ------------------------------------ | ------------------------------------ | ------------------------------------ |
| 2013/2014 | FC Barcelona                         | 3:0                                  | SL Benfica                           | Centre sportif de Colovray, Nyon     |
| 2014/2015 | Chelsea F.C.                         | 3:2                                  | Szachtar Donieck                     | Centre sportif de Colovray, Nyon     |
| 2015/2016 | Chelsea F.C.                         | 2:1                                  | Paris Saint-Germain                  | Centre sportif de Colovray, Nyon     |
| 2016/2017 | Red Bull Salzburg                    | 2:1                                  | SL Benfica                           | Centre sportif de Colovray, Nyon     |
| 2017/2018 | FC Barcelona                         | 3:0                                  | Chelsea F.C.                         | Centre sportif de Colovray, Nyon     |
| 2018/2019 | FC Porto                             | 3:1                                  | Chelsea F.C.                         | Centre sportif de Colovray, Nyon     |
| 2019/2020 | Real Madryt                          | 3:2                                  | SL Benfica                           | Centre sportif de Colovray, Nyon     |
| 2020/2021 | Anulowane z powodu pandemii COVID-19 | Anulowane z powodu pandemii COVID-19 | Anulowane z powodu pandemii COVID-19 | Anulowane z powodu pandemii COVID-19 |
| 2021/2022 | SL Benfica                           | 6:0                                  | Red Bull Salzburg                    | Centre sportif de Colovray, Nyon     |
| 2022/2023 | AZ Alkmaar                           | 5:0                                  | Hajduk Split                         | Stade de Genève, Lancy               |
| 2023/2024 | Olympiakos Pireus                    | 3:0                                  | A.C. Milan                           | Centre sportif de Colovray, Nyon     |
| 2024/2025 | FC Barcelona                         | 4:1                                  | Trabzonspor                          | Centre sportif de Colovray, Nyon     |

## Osiągnięcia według klubów
| Drużyna             | Zwycięzca | Finalista | Zwycięzca (lata) | Finalista (lata) |
| ------------------- | --------- | --------- | ---------------- | ---------------- |
| FC Barcelona        | 3         | 0         | 2014, 2018, 2025 | –                |
| Chelsea F.C.        | 2         | 2         | 2015, 2016       | 2018, 2019       |
| SL Benfica          | 1         | 3         | 2022             | 2014, 2017, 2020 |
| Red Bull Salzburg   | 1         | 1         | 2017             | 2022             |
| FC Porto            | 1         | 0         | 2019             | –                |
| Real Madryt         | 1         | 0         | 2020             | –                |
| AZ Alkmaar          | 1         | 0         | 2023             | –                |
| Olympiakos Pireus   | 1         | 0         | 2024             | –                |
| Szachtar Donieck    | 0         | 1         | –                | 2015             |
| Paris Saint-Germain | 0         | 1         | –                | 2016             |
| Hajduk Split        | 0         | 1         | –                | 2023             |
| A.C. Milan          | 0         | 1         | –                | 2024             |
| Trabzonspor         | 0         | 1         | –                | 2025             |

## Osiągnięcia według państw
| Lp. | Państwo    | Zwycięzca | Finalista |
| --- | ---------- | --------- | --------- |
| 1.  | Hiszpania  | 4         | 0         |
| 2.  | Anglia     | 2         | 2         |
| 3.  | Portugalia | 2         | 3         |
| 4.  | Austria    | 1         | 1         |
| 5.  | Holandia   | 1         | 0         |
| 5.  | Grecja     | 1         | 0         |
| 7.  | Francja    | 0         | 1         |
| 7.  | Ukraina    | 0         | 1         |
| 7.  | Chorwacja  | 0         | 1         |
| 7.  | Włochy     | 0         | 1         |
| 7.  | Turcja     | 0         | 1         |

## Zobacz także
- Liga Mistrzów UEFA
- Liga Mistrzyń UEFA
- Liga Europy UEFA
- Liga Konferencji Europy UEFA
- Superpuchar Europy UEFA